# Altica brevicollis
Altica brevicollis es una especie de coleóptero de la familia Chrysomelidae. Fue descrita científicamente por primera vez en 1860 por Foudras.